# Nuestro aniversario en voz de...
Nuestro aniversario en voz de.... es un álbum de la Sonora Santanera publicado en 1996 bajo el sello de CBS. En este disco aparecen grandes artistas, los cuales interpretan los grandes éxitos del grupo. Forma parte de la lista de los 100 discos que debes tener antes del fin del mundo, publicada en 2012 por Sony Music.

## Lista de canciones
- 1. Nuestro aniversario - con Vicente Fernández -
- 2. Mi razón - con Vicente Fernández -
- 3. Corazón solo - con Jose Bustos -
- 4. La boa - con Yuri -
- 5. Estoy pensando en ti - con Armando Manzanero -
- 6. Mary, Mary, Mariana - con Pepe Villar -
- 7. El esclavo - con Celia Cruz -
- 8. Musita - con Alejandro Fernández -
- 9. Perfume de gardenias - con Alejandro Fernández -
- 10. Tu - con Silvestre Mercado -
- 11. Amor de cabaret - con Tania Libertad -
- 12. Reproche - con Silvestre Mercado -
- 13. Mi adiós - con Alberto Vázquez -
- 14. Estrictamente prohibido - con Jose Bustos -
- 15. Luces de Nueva York - con Lorenzo de Monteclaro -
- 16. El mudo - con Juan Bustos -